# Кочиш (присілок)
Кочи́ш (рос. Кочиш) — присілок в Якшур-Бодьїнському районі Удмуртії, Росія.
Населення — 54 особи (2010; 78 в 2002).
Національний склад (2002):
- удмурти — 92 %